# もみじ真魚
もみじ 真魚（もみじ まお、1982年6月14日 - ）は、日本の漫画家・イラストレーター。男性。

## エピソード
「ITmedia Gamez」での高地などで『ラブプラス』をプレイする「エクストリーム・ラブプラス」の記事に触発され、2009年10月19日から25日間かけて、自転車で東京から宗谷岬まで走破しながらプレイするエクストリーム・ラブプラスを実施、自身のWebサイトやTwitterを使ってその模様を伝えたことで、ネット上で反響を呼んだ。自ら旅の記録を同人誌「エクストリーム・ラブプラスどうでしょう」として出版したほか、ITmediaでも記事が組まれ、雑誌「CONTINUE」でもプロデューサーの内田明理、ディレクターの石原明広、キャラクターデザイナーのミノ☆タローの『ラブプラス』制作スタッフとの対談記事も組まれた。また『ラブプラス+』発売日の2010年6月24日からは東京から佐多岬への自転車の旅を実施、34日間かけて走破している。
2013年3月21日から、世界一周旅行に出発した。

## 参加作品

### テレビアニメ
2024年
- ダンジョン飯（料理デザイン）

## 作品リスト

### 漫画
- ぽち軍曹。（ガンガンONLINE）
- わさびアラモードっ!!（まんがタイムきららフォワード） 全3巻

### イラスト
- 「四季（冬）」（ガンガンONLINE2009年2月5日）